# 1,5-naftaleendi-isocyanaat
1,5-naftaleendi-isocyanaat of NDI is een organische verbinding met twee isocyanaatgroepen, afgeleid van naftaleen. Het is een witte tot lichtgele, kristallijne vaste stof.

## Synthese
NDI kan bereid worden uit 1,5-naftaleendiamine en fosgeen. De aminegroepen reageren met fosgeen tot isocyanaatgroepen, met vrijzetting van waterstofchloride.

## Toepassingen
NDI is een grondstof voor polyurethanen. De productie van polyurethanen door de reactie van organische di-isocyanaten (waaronder NDI) met diolen werd ontdekt door Otto Bayer en is beschreven in een Duits octrooi uit 1937. NDI wordt gebruikt voor speciale polyurethanen, die goed bestand zijn tegen hydrolyse, warmte, olie en vet; toepassingen zijn vooral in automobielonderdelen en andere technische componenten. De enige Europese producent is Bayer AG.

## Toxicologie en veiligheid
Blootstelling aan stofdeeltjes van NDI kan irritatie veroorzaken van de ogen en de luchtwegen, en inademing van de stofdeeltjes kan leiden tot astma. Het IARC heeft de stof ingedeeld in groep 3 (niet onder te brengen voor wat betreft de carcinogeniciteit voor de mens).
De stof is gevoelig voor vocht; water reageert met isocyanaten tot onoplosbare ureumderivaten. Het moet koel en droog bewaard worden in hermetisch afgesloten containers.